# Campeonato Boliviano de Futebol
O Campeonato Boliviano de Futebol, conhecido oficialmente como División de Fútbol Profesional, é a principal liga de futebol profissional realizada na Bolívia. Opera em sistema de promoção e rebaixamento com a Copa Simón Bolívar (segunda divisão), sendo rebaixados os times com pior colocação no final da temporada. As melhores equipes da competição são classificadas para a Copa Libertadores.
Desde 1950, um total de 17 clubes foram coroados campeões do sistema de ligas bolivianas de futebol. O Bolívar é o clube de maior sucesso do campeonato, com 31 títulos até o momento.

## História
A organização do futebol na Bolívia começou em 1914 com a criação das associações regionais e suas respectivas competições. A "Asociación de Fútbol de La Paz" (AFLP) foi a primeira entidade organizada com 29 campeonatos realizados entre 1914 e 1949. A AFLP foi considerada por muitos anos o principal torneio de futebol do país. Em 1950, o órgão modificou seus estatutos permitindo a profissionalização do esporte na Bolívia, sendo criado o "Torneo Profissional".
Entre 1950 e 1959, apenas clubes de La Paz, Oruro (desde 1954) e Cochabamba (1955) participaram do campeonato porque o futebol ainda era amador nas demais regiões.
No final de 1960, a Federación Boliviana de Fútbol (FBF) instituiu um campeonato nacional, com o objetivo de coroar um campeão representando a Bolívia na recém-criada Copa Libertadores. A competição, denominada "Copa Simón Bolívar", foi disputada por campeões e vice-campeões de associações regionais.
O desaparecimento da Seleção Boliviana nas eliminatórias para a Copa do Mundo da FIFA de 1978 (onde foi derrotada pelo Brasil por 8 a 0 e pelo Peru por 5 a 0) encorajou alguns clubes a criar sua própria liga, então 16 times se separaram de suas respectivas associações para estabelecer a "Liga de Fútbol Profesional Boliviano" (LFPB) para organizar campeonatos de forma autônoma, em 1977.
A criação da LFPB acabou com a distinção. Resultou também na criação de três entidades distintas: o papel da FBF ficou restrito à representação internacional da Bolívia no esporte, a recém-criada LFPB tornou-se a organizadora do único torneio da primeira divisão, e a AFLP, juntamente com o resto do associações regionais, tornou-se a organizadora dos torneios regionais da segunda divisão. Foi a primeira e, até a formação da liga de basquete em 2014, a única liga esportiva profissional do país.
Em 2017, após alteração dos estatutos da FBF, a LFPB e a ANF foram substituídas pela "División Profesional" (divisão profissional) e pela "División Aficionados" (divisão amadora), ambas geridas pela FBF a partir de 2018.

## Formato
O formato do campeonato mudou ao longo dos anos. A partir de 1977, a liga funcionou com dezesseis clubes divididos em duas séries, mas mudou para quatorze clubes em duas séries, jogando dois torneios por ano, começando em meados dos anos 80 e problemas econômicos com alguns times levaram a outro corte no número de participantes para doze em 1991. Outra mudança ocorreu em 2005, quando as equipes decidiram se adaptar ao calendário internacional da FIFA, o que significa que a temporada seria disputada de agosto a junho, e não de fevereiro a dezembro, para evitar problemas na definição de quais times se classificariam para torneios internacionais. A liga disputou um torneio curto de fevereiro a junho de 2005, e a temporada oficial de 2005–06 começou em agosto. Isso levou a mais um problema — os times da segunda divisão não estavam entusiasmados com a ideia de adiar o rebaixamento até junho de 2006. Após negociações, a liga determinou que o rebaixamento do clube de menor posição ocorreria após a conclusão do torneio Apertura, tornando o campeonato boliviano um torneio estranho onde os times foram rebaixados no meio da temporada. Mas esta decisão foi anulada em novembro de 2006 e a liga voltou para uma temporada anual em 2007, começando com o torneio Apertura em março de 2007. Para a temporada de 2018, o número de times foi aumentado de doze para quatorze.
Para a temporada de 2008, e pela primeira vez, foram disputados três torneios em vez dos dois habituais. O torneio Apertura foi disputado de março a julho no sistema pontos corridos; o torneio Clausura disputado de agosto a outubro onde as equipes foram divididas em duas séries de 6 equipes cada, o Grupo A compreendeu todas as equipes ocidentais (mais o Universitario) e o Grupo B compreendeu todas as equipes orientais (mais o Wilstermann e o Aurora), as duas primeiras equipes de cada grupo avançaram para as semifinais e as finais. O torneio eliminatório recém-criado consistia em jogos de ida e volta (e com a regra de gols fora usada pela primeira vez).
Uma média de pontos das duas temporadas anteriores determina o rebaixamento, sendo o último colocado diretamente rebaixado e substituído pelo vencedor da Copa Simón Bolívar (segunda divisão). O penúltimo colocado disputa uma eliminatória de rebaixamento contra o vice-campeão da Copa Simón Bolívar.

## Campeões
A primeira divisão do Campeonato Boliviano conta com quatro períodos em sua história de futebol profissional. O primeiro deles controlado pela Asociación de Fútbol de La Paz (AFLP) entre 1950 e 1959. O segundo foi administrado pela Federación Boliviana de Fútbol (FBF) entre 1960 e 1976. O terceiro foi conduzido pela Liga de Fútbol Profesional Boliviano (LFPB) entre 1977 e 2017. O quarto e atual, novamente nas mãos da FBF, após a eliminação da LFPB e criação da División de Fútbol Profesional.
| Ed. | Temporada           | Campeão                                                                           | Vice-campeão                                                                      | Terceiro lugar                                                                    |
| --- | ------------------- | --------------------------------------------------------------------------------- | --------------------------------------------------------------------------------- | --------------------------------------------------------------------------------- |
| 1   | 1950                | Bolívar (1)                                                                       | Litoral                                                                           | Unión Maestranza                                                                  |
| 2   | 1951                | Always Ready (1)                                                                  | Bolívar                                                                           | Ferroviario                                                                       |
| 3   | 1952                | The Strongest (1)                                                                 | Always Ready                                                                      | Ingavi                                                                            |
| 4   | 1953                | Bolívar (2)                                                                       | Always Ready                                                                      | Ingavi                                                                            |
| 5   | 1954                | Litoral (1)                                                                       | The Strongest                                                                     | Deportivo Municipal                                                               |
| 6   | 1955                | San José (1)                                                                      | Chaco Petrolero                                                                   | Bolívar                                                                           |
| 7   | 1956                | Bolívar (3)                                                                       | Municipal                                                                         | Litoral                                                                           |
| 8   | 1957 Integrado      | Always Ready (2)                                                                  | Municipal                                                                         | Chaco Petrolero                                                                   |
| 8   | 1957 Nacional       | Jorge Wilstermann (1)                                                             | Aurora                                                                            | San José                                                                          |
| 9   | 1958                | Jorge Wilstermann (2)                                                             | Municipal                                                                         | San José                                                                          |
| 10  | 1959                | Jorge Wilstermann (3)                                                             | Always Ready                                                                      | Bolívar                                                                           |
| 11  | 1960                | Jorge Wilstermann (4)                                                             | Aurora                                                                            | Deportivo Municipal                                                               |
| 12  | 1961                | Municipal (1)                                                                     | Aurora                                                                            | Chaco Petrolero                                                                   |
| –   | 1962                | Não houve disputa                                                                 | Não houve disputa                                                                 | Não houve disputa                                                                 |
| 13  | 1963                | Aurora (1)                                                                        | Municipal                                                                         | San José                                                                          |
| 14  | 1964                | The Strongest (2)                                                                 | Aurora                                                                            | 31 de Octubre                                                                     |
| 15  | 1965                | Municipal (2)                                                                     | Jorge Wilstermann                                                                 | Oriente Petrolero                                                                 |
| 16  | 1966                | Bolívar (4)                                                                       | 31 de Octubre                                                                     | Jorge Wilstermann                                                                 |
| 17  | 1967                | Jorge Wilstermann (5)                                                             | Always Ready                                                                      | Blooming                                                                          |
| 18  | 1968                | Bolívar (4)                                                                       | Guabirá                                                                           | Litoral                                                                           |
| 19  | 1969                | Universitario de La Paz (1)                                                       | Bolívar                                                                           | Oriente Petrolero                                                                 |
| 20  | 1970                | Chaco Petrolero (1)                                                               | The Strongest                                                                     | Oriente Petrolero                                                                 |
| 21  | 1971                | Oriente Petrolero (1)                                                             | Chaco Petrolero                                                                   | The Strongest                                                                     |
| 22  | 1972                | Jorge Wilstermann (6)                                                             | Oriente Petrolero                                                                 | Petrolero                                                                         |
| 23  | 1973                | Jorge Wilstermann (7)                                                             | Municipal                                                                         | 31 de Octubre                                                                     |
| 24  | 1974                | The Strongest (3)                                                                 | Jorge Wilstermann                                                                 | Bolívar                                                                           |
| 25  | 1975                | Guabirá (1)                                                                       | Bolívar                                                                           | Oriente Petrolero                                                                 |
| 26  | 1976                | Bolívar (5)                                                                       | Oriente Petrolero                                                                 | Guabirá                                                                           |
| 27  | 1977                | The Strongest (4)                                                                 | Oriente Petrolero                                                                 | Bolívar                                                                           |
| 28  | 1978                | Bolívar (7)                                                                       | Jorge Wilstermann                                                                 | Oriente Petrolero                                                                 |
| 29  | 1979                | Oriente Petrolero (2)                                                             | The Strongest                                                                     | Blooming / Bolívar                                                                |
| 30  | 1980                | Jorge Wilstermann (8)                                                             | The Strongest                                                                     | Chaco Petrolero                                                                   |
| 31  | 1981                | Jorge Wilstermann (9)                                                             | Blooming                                                                          | Guabirá / Deportivo Municipal                                                     |
| 32  | 1982                | Bolívar (8)                                                                       | Jorge Wilstermann                                                                 | Blooming / Oriente Petrolero                                                      |
| 33  | 1983                | Bolívar (9)                                                                       | Oriente Petrolero                                                                 | Blooming / The Strongest                                                          |
| 34  | 1984                | Blooming (1)                                                                      | Bolívar                                                                           | Oriente Petrolero / The Strongest                                                 |
| 35  | 1985                | Bolívar (10)                                                                      | Jorge Wilstermann                                                                 | Real Santa Cruz                                                                   |
| 36  | 1986                | The Strongest (5)                                                                 | Oriente Petrolero                                                                 | –                                                                                 |
| 37  | 1987                | Bolívar (11)                                                                      | Oriente Petrolero                                                                 | –                                                                                 |
| 38  | 1988                | Bolívar (12)                                                                      | The Strongest                                                                     | –                                                                                 |
| 39  | 1989                | The Strongest (6)                                                                 | Oriente Petrolero                                                                 | –                                                                                 |
| 40  | 1990                | Oriente Petrolero (3)                                                             | Bolívar                                                                           | –                                                                                 |
| 41  | 1991                | Bolívar (13)                                                                      | San José                                                                          | Oriente Petrolero                                                                 |
| 42  | 1992                | Bolívar (14)                                                                      | San José                                                                          | Jorge Wilstermann                                                                 |
| 43  | 1993                | The Strongest (7)                                                                 | Bolívar                                                                           | Blooming                                                                          |
| 44  | 1994                | Bolívar (15)                                                                      | Jorge Wilstermann                                                                 | The Strongest                                                                     |
| 45  | 1995                | San José (2)                                                                      | Guabirá                                                                           | Bolívar                                                                           |
| 46  | 1996                | Bolívar (16)                                                                      | Oriente Petrolero                                                                 | The Strongest                                                                     |
| 47  | 1997                | Bolívar (17)                                                                      | Oriente Petrolero                                                                 | Blooming                                                                          |
| 48  | 1998                | Blooming (2)                                                                      | Jorge Wilstermann                                                                 | The Strongest                                                                     |
| 49  | 1999                | Blooming (3)                                                                      | The Strongest                                                                     | Bolívar                                                                           |
| 50  | 2000                | Jorge Wilstermann (10)                                                            | Oriente Petrolero                                                                 | The Strongest                                                                     |
| 51  | 2001                | Oriente Petrolero (4)                                                             | Bolívar                                                                           | The Strongest                                                                     |
| 52  | 2002                | Bolívar (18)                                                                      | Oriente Petrolero                                                                 | The Strongest                                                                     |
| 53  | 2003 Apertura       | The Strongest (8)                                                                 | Bolívar                                                                           | Jorge Wilstermann                                                                 |
| 54  | 2003 Clausura       | The Strongest (9)                                                                 | Jorge Wilstermann                                                                 | Bolívar                                                                           |
| 55  | 2004 Apertura       | Bolívar (19)                                                                      | Aurora                                                                            | Jorge Wilstermann                                                                 |
| 56  | 2004 Clausura       | The Strongest (10)                                                                | Oriente Petrolero                                                                 | Real Potosí                                                                       |
| 57  | 2005 Adecuación     | Bolívar (20)                                                                      | The Strongest                                                                     | Oriente Petrolero                                                                 |
| 58  | 2005 Apertura       | Blooming (4)                                                                      | Bolívar                                                                           | Oriente Petrolero                                                                 |
| 59  | 2006 Clausura       | Bolívar (21)                                                                      | Real Potosí                                                                       | Universitario de Sucre                                                            |
| 60  | 2006 Segundo Torneo | Jorge Wilstermann (11)                                                            | Real Potosí                                                                       | Oriente Petrolero                                                                 |
| 61  | 2007 Apertura       | Real Potosí (1)                                                                   | Bolívar                                                                           | La Paz                                                                            |
| 62  | 2007 Clausura       | San José (3)                                                                      | La Paz                                                                            | Blooming                                                                          |
| 63  | 2008 Apertura       | Universitario de Sucre (1)                                                        | La Paz                                                                            | San José                                                                          |
| 64  | 2008 Clausura       | Aurora (2)                                                                        | Blooming                                                                          | La Paz / Real Potosí                                                              |
| 65  | 2009 Apertura       | Bolívar (22)                                                                      | Real Potosí                                                                       | San José                                                                          |
| 66  | 2009 Clausura       | Blooming (5)                                                                      | Bolívar                                                                           | The Strongest / Oriente Petrolero                                                 |
| 67  | 2010 Apertura       | Jorge Wilstermann (12)                                                            | Oriente Petrolero                                                                 | Aurora                                                                            |
| 68  | 2010 Clausura       | Oriente Petrolero (5)                                                             | Bolívar                                                                           | Aurora                                                                            |
| 69  | 2011 Adecuación     | Bolívar (23)                                                                      | Real Potosí                                                                       | Oriente Petrolero                                                                 |
| 70  | 2011 Apertura       | The Strongest (11)                                                                | Universitario de Sucre                                                            | Oriente Petrolero                                                                 |
| 71  | 2012 Clausura       | The Strongest (12)                                                                | San José                                                                          | Oriente Petrolero                                                                 |
| 72  | 2012 Apertura       | The Strongest (13)                                                                | San José                                                                          | Bolívar                                                                           |
| 73  | 2013 Clausura       | Bolívar (24)                                                                      | Oriente Petrolero                                                                 | San José                                                                          |
| 74  | 2013 Apertura       | The Strongest (14)                                                                | Bolívar                                                                           | San José                                                                          |
| 75  | 2014 Clausura       | Universitario de Sucre (2)                                                        | San José                                                                          | The Strongest                                                                     |
| 76  | 2014 Apertura       | Bolívar (25)                                                                      | Oriente Petrolero                                                                 | The Strongest                                                                     |
| 77  | 2015 Clausura       | Bolívar (26)                                                                      | The Strongest                                                                     | Jorge Wilstermann                                                                 |
| 78  | 2015 Apertura       | Sport Boys (1)                                                                    | Bolívar                                                                           | The Strongest                                                                     |
| 79  | 2016 Clausura       | Jorge Wilstermann (13)                                                            | The Strongest                                                                     | Universitario de Sucre                                                            |
| 80  | 2016 Apertura       | The Strongest (15)                                                                | Bolívar                                                                           | Oriente Petrolero                                                                 |
| 81  | 2017 Apertura       | Bolívar (27)                                                                      | The Strongest                                                                     | Guabirá                                                                           |
| 82  | 2017 Clausura       | Bolívar (28)                                                                      | The Strongest                                                                     | Jorge Wilstermann                                                                 |
| 83  | 2018 Apertura       | Jorge Wilstermann (14)                                                            | The Strongest                                                                     | San José                                                                          |
| 84  | 2018 Clausura       | San José (4)                                                                      | The Strongest                                                                     | Royal Pari                                                                        |
| 85  | 2019 Apertura       | Bolívar (29)                                                                      | The Strongest                                                                     | Nacional Potosí                                                                   |
| 86  | 2019 Clausura       | Jorge Wilstermann (15)                                                            | The Strongest                                                                     | Bolívar                                                                           |
| 87  | 2020 Apertura       | Always Ready (3)                                                                  | The Strongest                                                                     | Bolívar                                                                           |
| –   | 2020 Clausura       | Torneio cancelado devido a pandemia de COVID-19 na Bolívia                        | Torneio cancelado devido a pandemia de COVID-19 na Bolívia                        | Torneio cancelado devido a pandemia de COVID-19 na Bolívia                        |
| 88  | 2021                | Independiente Pretolero (1)                                                       | Always Ready                                                                      | The Strongest                                                                     |
| 89  | 2022 Apertura       | Bolívar (30)                                                                      | The Strongest                                                                     | –                                                                                 |
| 90  | 2022 Clausura       | Abandonado devido a bloqueios e problemas políticos no departamento de Santa Cruz | Abandonado devido a bloqueios e problemas políticos no departamento de Santa Cruz | Abandonado devido a bloqueios e problemas políticos no departamento de Santa Cruz |
| 91  | 2023                | The Strongest (16)                                                                | Bolívar                                                                           | Always Ready                                                                      |
| 92  | 2024                | Bolívar (31)                                                                      | San Antonio Bulo Bulo                                                             | The Strongest                                                                     |

Notas
1. ↑  Torneio dissidente da liga.
2. 1 2 3 4 5 6  Não houve terceiro lugar.

## Títulos por clube
| Clube                   | Títulos | Vices | Temporadas vencidas |
| ----------------------- | ------- | ----- | --- |
| Bolívar                 | 31      | 15    | 1950, 1953, 1956, 1966, 1968, 1976, 1978, 1982, 1983, 1985, 1987, 1988, 1991, 1992, 1994, 1996, 1997, 2002, 2004, 2005 Adecuación, 2006 Clausura, 2009 Apertura, 2011 Adecuación, 2013 Clausura, 2014 Apertura, 2015 Clausura, 2017 Apertura, 2017 Clausura, 2019 Apertura, 2022 Apertura, 2024 |
| The Strongest           | 16      | 18    | 1952, 1964, 1974, 1977, 1986, 1989, 1993, 2003 Apertura, 2003 Clausura, 2004 Clausura, 2011 Apertura, 2012 Clausura, 2012 Apertura, 2013 Apertura, 2016 Apertura, 2023 |
| Jorge Wilstermann       | 15      | 9     | 1957, 1958, 1959, 1960, 1967, 1972, 1973, 1980, 1981, 2000, 2006 Segundo Torneo, 2010 Apertura, 2016 Clausura, 2018 Apertura, 2019 Clausura |
| Oriente Petrolero       | 5       | 15    | 1971, 1979, 1990, 2001, 2010 Clausura |
| Blooming                | 5       | 2     | 1984, 1998, 1999, 2005 Apertura, 2009 Clausura |
| San José                | 4       | 5     | 1955, 1995, 2007 Clausura, 2018 Clausura |
| Always Ready            | 3       | 6     | 1951, 1957, 2020 Apertura |
| Deportivo Municipal     | 2       | 5     | 1961, 1965 |
| Aurora                  | 2       | 4     | 1963, 2008 Clausura |
| Universitario de Sucre  | 2       | 1     | 2008 Apertura, 2014 Clausura |
| Real Potosí             | 1       | 4     | 2007 Apertura |
| Chaco Petrolero         | 1       | 2     | 1970 |
| Guabirá                 | 1       | 2     | 1975 |
| Litoral                 | 1       | 1     | 1954 |
| Universitario de La Paz | 1       | 0     | 1969 |
| Sport Boys              | 1       | 0     | 2015 Apertura |
| Independiente Petrolero | 1       | 0     | 2021 |

## Maiores artilheiros
A seguir a lista dos dez maiores artilheiros do futebol profissional boliviano. A lista considera exclusivamente os gols anotados no Campeonato Boliviano de Futebol a partir de 1950, data do início do profissionalismo no país.
|    | Nome                    | Período       | Gols |
| -- | ----------------------- | ------------- | ---- |
| 1  | Víctor Hugo Antelo      | 1983–2000     | 350  |
| 2  | Juan Carlos Sánchez     | 1979–1992     | 262  |
| 3  | José Alfredo Castillo   | 2000–presente | 251  |
| 4  | Carlos Saucedo          | 2006–presente | 247  |
| 5  | Pablo Escobar           | 2004–2018     | 228  |
| 6  | Jesús Reynaldo          | 1977–1993     | 213  |
| 7  | Luis Fernando Salinas   | 1980–1993     | 203  |
| 8  | William Ferreira        | 2009–presente | 186  |
| 9  | Limberg Gutiérrez       | 1997–2016     | 174  |
| 10 | Raúl Horacio Baldessari | 1978–1988     | 166  |